# Castello di Meleto
Het Castello di Meleto bij  Gaiole in Chianti, Siena, is een kasteel, dat thans voornamelijk in gebruik is als wijngoed. 